# 山口一真
山口 一真（やまぐち かずま、1996年1月17日 - ）は、東京都出身のプロサッカー選手。Jリーグ・松本山雅FC所属。ポジションはフォワード、ミッドフィールダー。

## 略歴

### プロ入り前
FC東京U-15深川出身で高校は山梨学院大学付属高等学校に進学。大学生になると阪南大学に進学して、2016年には全日本大学選抜に選出された。関西大学サッカーリーグ戦ではアシスト王に輝くなど、攻撃的なポジションならどこでもこなせる。ブンデスリーガのフォルトゥナ・デュッセルドルフにも練習参加するなど複数クラブから注目されたが、鹿島アントラーズに加入が内定した。

### 鹿島アントラーズ
2018年、阪南大学から鹿島アントラーズに入団。3月7日、AFCチャンピオンズリーグ2018グループステージのシドニーFC戦で公式戦初出場。4月14日、第8節の名古屋グランパスエイト戦でJ1リーグ初出場を果たした。11月6日、第32節の柏レイソル戦でプロ入り初ゴールを決めた。

### 水戸ホーリーホック
2020年1月3日、水戸ホーリーホックに期限付きで移籍し、35試合15ゴールと活躍を見せたが、11月29日、第37節の愛媛FC戦において、山﨑浩介との接触プレーで左膝前十字じん帯損傷、左膝外側側副じん帯損傷の大けがを負い、そのままシーズンを終えた。

### 松本山雅FC
2021年、松本山雅FCへ完全移籍。8月18日、天皇杯3回戦のガンバ大阪戦で復帰し、以降リーグ戦で13試合に出場したが、無得点に終わり、チームはJ3へ降格した。

### FC町田ゼルビア
2021年12月29日、FC町田ゼルビアへの期限付き移籍が発表された。2022年9月28日の練習中に右膝前十字靭帯断裂の大怪我を負い、以降は試合に出場することなくシーズンを終えたが、この年唯一の得点である5月15日、アルビレックス新潟戦で決めたゴールは、年末に年間を通じてのJ2最優秀ゴール賞に選出された。

### 松本山雅FC復帰
2023年8月18日、町田との期限付き移籍契約を解除し、松本へ復帰。9月3日、第25節のFC大阪戦で試合に復帰した。

### ザスパクサツ群馬
2025年、開幕前に発症したオーバートレーニング症候群の影響により、チームを離脱していたが、8月20日にザスパクサツ群馬への期限付き移籍が発表された。

## 所属クラブ
- FC東京U-15深川
- 山梨学院大付属高校
- 阪南大学
- 2018年 - 2020年  鹿島アントラーズ
  - 2020年  水戸ホーリーホック（期限付き移籍）
- 2021年 -  松本山雅FC
  - 2022年 - 2023年8月  FC町田ゼルビア（期限付き移籍）

## 個人成績
| 国内大会個人成績 | 国内大会個人成績 | 国内大会個人成績 | 国内大会個人成績 | 国内大会個人成績 | 国内大会個人成績 | 国内大会個人成績 | 国内大会個人成績 | 国内大会個人成績 | 国内大会個人成績 | 国内大会個人成績 | 国内大会個人成績 |
| 年度             | クラブ           | 背番号           | リーグ           | リーグ戦         | リーグ戦         | リーグ杯         | リーグ杯         | オープン杯       | オープン杯       | 期間通算         | 期間通算         |
| 年度             | クラブ           | 背番号           | リーグ           | 出場             | 得点             | 出場             | 得点             | 出場             | 得点             | 出場             | 得点             |
| 日本             | 日本             | 日本             | 日本             | リーグ戦         | リーグ戦         | リーグ杯         | リーグ杯         | 天皇杯           | 天皇杯           | 期間通算         | 期間通算         |
| ---------------- | ---------------- | ---------------- | ---------------- | ---------------- | ---------------- | ---------------- | ---------------- | ---------------- | ---------------- | ---------------- | ---------------- |
| 2018             | 鹿島             | 19               | J1               | 10               | 1                | 2                | 0                | 2                | 0                | 14               | 1                |
| 2019             | 鹿島             | 19               | J1               | 7                | 0                | 0                | 0                | 3                | 1                | 10               | 1                |
| 2020             | 水戸             | 10               | J2               | 35               | 15               | -                | -                | -                | -                | 35               | 15               |
| 2021             | 松本             | 45               | J2               | 13               | 0                | -                | -                | 1                | 0                | 14               | 0                |
| 2022             | 町田             | 19               | J2               | 28               | 1                | -                | -                | 1                | 0                | 29               | 1                |
| 2023             | 町田             | 45               | J2               | 0                | 0                | -                | -                | 0                | 0                | 0                | 0                |
| 2023             | 松本             | 6                | J3               | 12               | 1                | -                | -                | -                | -                | 12               | 1                |
| 2024             | 松本             | 6                | J3               | 25               | 3                | 1                | 0                | -                | -                | 26               | 3                |
| 通算             | 日本             | 日本             | J1               | 17               | 1                | 2                | 0                | 5                | 1                | 24               | 2                |
| 通算             | 日本             | 日本             | J2               | 76               | 16               | -                | -                | 2                | 0                | 78               | 16               |
| 通算             | 日本             | 日本             | J3               | 37               | 4                | 1                | 0                | -                | -                | 38               | 4                |
| 総通算           | 総通算           | 総通算           | 総通算           | 130              | 21               | 3                | 0                | 7                | 1                | 140              | 22               |

| 国際大会個人成績 | 国際大会個人成績 | 国際大会個人成績 | 国際大会個人成績 | 国際大会個人成績 | FIFA      | FIFA      |
| 年度             | クラブ           | 背番号           | 出場             | 得点             | 出場      | 得点      |
| AFC              | AFC              | AFC              | ACL              | ACL              | クラブW杯 | クラブW杯 |
| ---------------- | ---------------- | ---------------- | ---------------- | ---------------- | --------- | --------- |
| 2018             | 鹿島             | 19               | 3                | 0                | 0         | 0         |
| 2019             | 鹿島             | 19               | 7                | 0                | -         | -         |
| 通算             | AFC              | AFC              | 10               | 0                | 0         | 0         |

その他の国際公式戦
- 2019年
  - AFCチャンピオンズリーグ・プレーオフ 1試合0得点

出場歴
- 公式戦初出場 - 2018年3月7日 ACL第3節 vsシドニーFC戦 (シドニー・フットボール・スタジアム)
- Jリーグ初出場 - 2018年4月14日 J1第8節 vs名古屋グランパス戦 (カシマサッカースタジアム)
- Jリーグ初得点 - 2018年11月6日 J1第32節 vs柏レイソル戦 (三協フロンテア柏スタジアム)

## タイトル

### クラブ
阪南大学
- 関西学生サッカーリーグ（2016年）
- 関西学生サッカー選手権大会（2017年）

鹿島アントラーズ
- AFCチャンピオンズリーグ：1回（2018年）

### 個人
- デンソーカップサッカー・ベストイレブン（2016年）
- 関西学生サッカーリーグ・優秀選手賞（2016年、2017年）[13][14]
- 関西学生サッカーリーグ・アシスト王（2014年、2016年、2017年）[15][13][14]

## 代表歴
- 全日本大学選抜
  - デンソーカップサッカー（2016年、2017年）